# Tetramethylammoniumhypochlorit
Tetramethylammoniumypochlorit ist eine chemische Verbindung aus der Gruppe der Hypochlorite und quartären Ammoniumverbindungen.

## Herstellung
Tetramethylammoniumypochlorit kann hergestellt werden durch Einleiten von elementarem Chlor in eine wässrige Lösung von Tetramethylammoniumhydroxid.

## Reaktionen
Durch Reaktion mit Tetramethylammoniumypochlorit und Trifluoressigsäure können aus Aminen Chloramine gebildet werden, wenn die Aminogruppe beispielsweise durch eine Tosylgruppe oder Methoxycarbonylgruppe geschützt ist. Cyclische Amine werden dabei gespalten, wobei eine Oxidation zur Carbonsäure stattfindet, die am Kettenende die Chloramingruppe trägt.